# Zach Stone
Zachary (Zach) Stone (6 september 1991) is een Canadese snowboarder.

## Carrière
Bij zijn wereldbekerdebuut, in maart 2007 in Stoneham, scoorde Stone direct zijn eerste wereldbekerpunten.
Op de wereldkampioenschappen snowboarden 2011 in La Molina veroverde de Canadees aanvankelijk de zilveren medaille op het onderdeel Big Air. Hij moest zijn medaille echter inleveren in verband met een positieve dopingtest.

## Resultaten

### Wereldkampioenschappen
| Jaar | Plaats    | Resultaten |
| ---- | --------- | ---------- |
| 2011 | La Molina | DQ Big Air |

### Wereldbeker

#### Eindklasseringen
| Seizoen   | Algm | HP  |
| --------- | ---- | --- |
| 2006/2007 | 224e | 72e |